# Дечич (футбольный клуб)
«Де́чич» (черног. FK Dečić / ФК Дечић) — черногорский футбольный клуб из города Тузи. Выступает в Первой лиге чемпионата Черногории. Основан в 1926 году. Домашние матчи проводит на стадионе «Тушко Поле». В Первой лиге Черногории выступал с сезона 2006/07 по сезон 2011/12, после вылетел, но вернулся и наивысшим результатом стало 1-е место в сезоне 2023/24

## Достижения
- 1-е место в Первой лиге 2023/2024
- 3-е место в Первой лиге: 2020/21, 2021/22
- Финал Кубка Черногории: 2020/21, 2021/22

## Выступления клуба в еврокубках
| Сезон   | Турнир                | Раунд                         | Соперник       | Дома | В гостях | Общий счёт |  |
| ------- | --------------------- | ----------------------------- | -------------- | ---- | -------- | ---------- |  |
| 2021/22 | Лига конференций УЕФА | Первый квалификационный раунд | Дрита          | 0:1  | 1:2      | 1:3        |  |
| 2022/23 | Лига конференций УЕФА | Первый квалификационный раунд | Динамо (Минск) | 1:2  | 1:1      | 2:3        |  |